# Betty Nansen

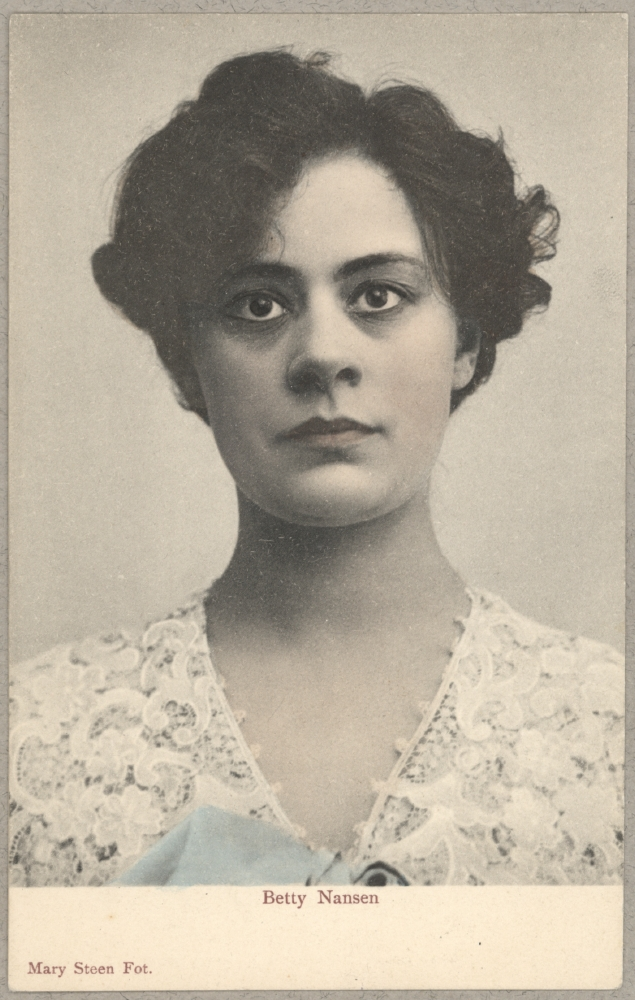
Betty Nansen

Betty Nansen (* 19. März 1873 in Kopenhagen; † 15. März 1943 ebenda) war eine dänische Schauspielerin, Theaterleiterin und Regisseurin.

## Leben
Sie stammte aus einer alten Theaterfamilie, mit der sie bereits als Kind durch Dänemark reiste. Mit 19 Jahren debütierte sie am Kopenhagener Casino-Theater. Weitere Stationen waren das Königliche Theater, das Dagmar- und das Folketeatret. Sie fand früh Beachtung in den zeitgenössischen Virtuosinnenrollen, zum Beispiel als Marguerite Gautier in der Bühnenfassung von Die Kameliendame. Wohl unter dem Einfluss ihres damaligen Ehemannes Peter Nansen, mit dem sie seit 1896 verheiratet war, wandte sie sich verstärkt dem klassischen und dem modernen, vor allem skandinavischen Repertoire zu.
Nach der Mitwirkung in mehreren dänischen Stummfilmen ging sie 1915 in die USA, wo sie im gleichen Jahr fünf Filme drehte. Damit beendete sie ihre Filmkarriere. 1917 übernahm sie das Alexandra Theater in Frederiksberg, das sie rund 25 Jahre leitete. Sie gab dem Theater ihren Namen, führte die Geschäfte, inszenierte und spielte die weiblichen Hauptrollen. Daneben ging sie wiederholt auf Tourneen. In den ersten Jahren bestimmten die Werke der skandinavischen Dramatiker Henrik Ibsen, August Strindberg und Bjørnstjerne Bjørnson das Repertoire. Seit den späten 1920er Jahren gewannen aktuelle sozialkritische Stücke an Bedeutung, ebenso die Werke junger skandinavischer Autoren wie Kaj Munk. Eine Reihe ausländischer Autoren wurden durch Nansen erstmals dem dänischen Publikum vorgestellt, darunter Karel Čapek, Maurice Maeterlinck, Luigi Pirandello, Eugene O’Neill und George Bernard Shaw.
Als Darstellerin und Regisseurin interpretierte sie vor allem die Frauenrollen neu, so dass Nansen nicht nur im Theater als Personifikation eines neuen Frauenbildes galt. Ihre Bekanntheit und ihr Engagement führten zu dem vergeblichen Versuch, sie zur Übernahme der Leitung des Königlichen Theaters zu bewegen. Vielmehr gelang es ihr mit kaufmännischem Geschick und künstlerischem Gespür, ihr eigenes Theater zur führenden Bühne des Landes zu machen.

## Auszeichnungen
- Sie wurde am 9. Februar 1907 von König Frederik VIII. von Dänemark mit der dänischen Verdienstmedaille Ingenio et arti ausgezeichnet.[1]
- 1929 wurde sie mit dem Wissenschafts- und Kulturpreis Tagea Brandts Rejselegat ausgezeichnet.